# Сёдзин рёри

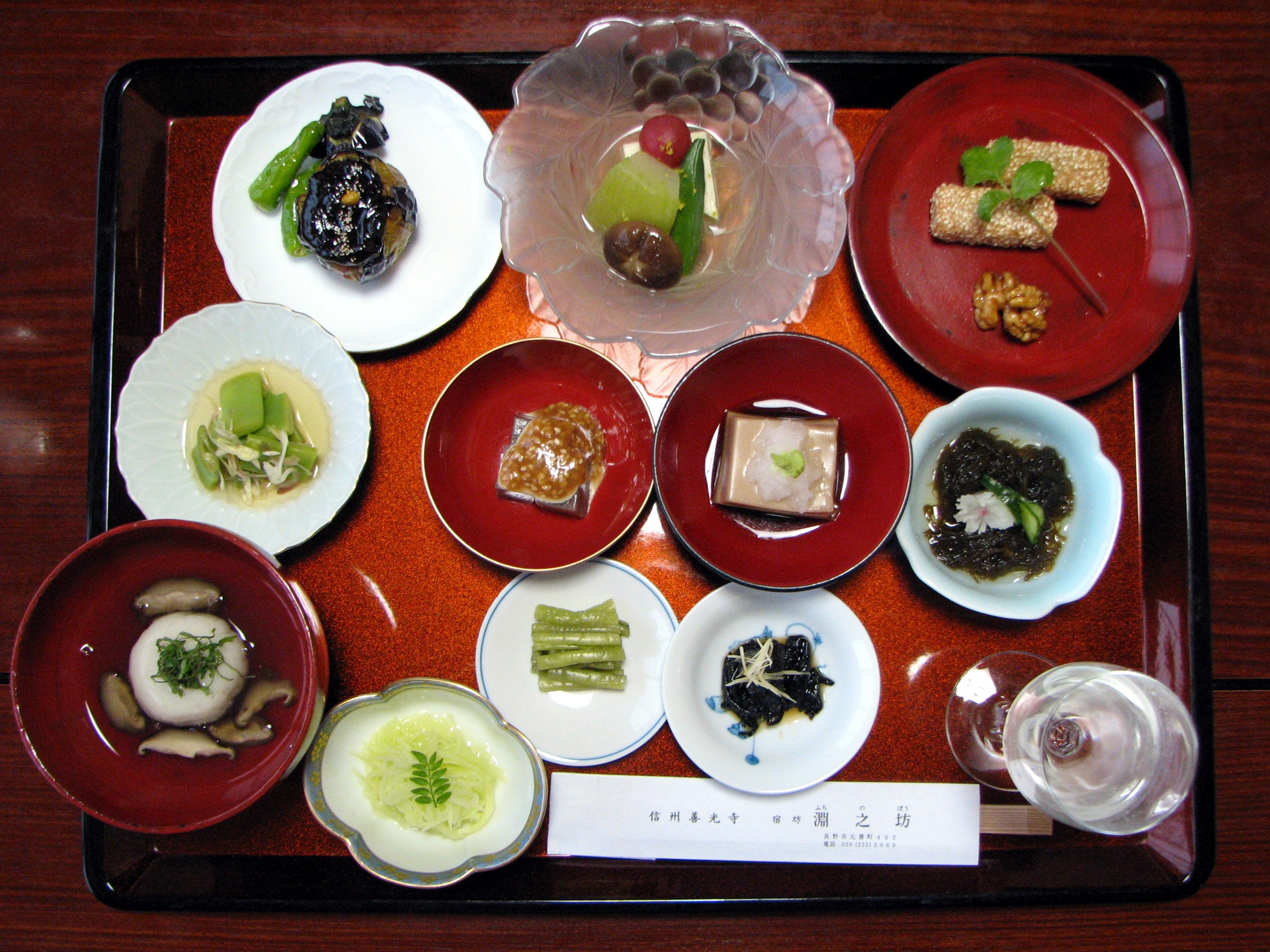
Вегетарианский ужин в японском храме

Сёдзин рёри (яп. 精進料理, «кухня, которая улучшает суждения») — японская буддийская вегетарианская кухня, созданная в XIII веке Догэном, основателем дзэнской школы сото. Возникла в буддийской монашеской среде под влиянием доктрины о непричинении вреда живым существам (ахимса), а также в связи с вытекающим из неё запретом на использование в пищу мяса, распространившимся в школах буддизма махаяны.
Изначально блюда сёдзин рёри готовились из овощей, бобовых и злаковых, которые в качестве подаяния получали от мирян буддийские монахи. Важной составляющей этой вегетарианской кухни являются соевые продукты, богатые растительными протеинами: тофу — соевый творог, абура-агэ — жареный тофу, юба — тонкая пленка-пенка, натто — перебродившие бобы. Также используются грибы, морские водоросли, кунжут, орехи, овощи, рис. Блюда не содержат ингредиентов животного происхождения и «пяти острых кореньев» —  чеснока, репчатого лука, лука-порея, зеленого лука и лука-шалота (считается, что они способствуют возникновению гнева и сексуального возбуждения). Монашеская кухня была безотходной. Например, овощной бульон готовился из кожуры и обрезков, оставшихся от приготовления других блюд. Меню сёдзин рёри варьировалось в зависимости от сезона. Весной особое внимание уделялось появившимся росткам, летом — зеленым растениям и листьям, осенью — фруктам и орехам, зимой — кореньям, согревающим организм.
Сёдзин рёри подавались во время траурных церемоний и буддийских ритуалов.
В IX веке обычай китайского чаепития распространился в буддийских монастырях японской школы Тэндай; в XVI веке японская чайная церемония (тядо — «путь чая») приобрела свой классический вид. Пить «густой чай» натощак издавно считалось вредным. Поэтому, чаепитию предшествовало особое угощение, отличавшееся простотой, безыскусностью, которое согревало желудок и получило название «кайсэки» (букв. «горячий камень»). Ассортимент закусок, подаваемый перед чаепитием, восходил к набору вегетарианских блюд, которые готовили монахи в дзэн-буддийских монастырях. Процесс угощения должен был создать у гостей настроение, требуемое для чайной церемонии. Набор блюд угощения-кайсэки составлялся по схеме: «один суп — три дополнительных блюда» (итидзю — сансай), последние были трех видов: салаты, что-нибудь сваренное, жаренная пища. В традиционной японской кухне того времени глагол «жарить» (яку) предполагал действие, близкое к современному жарению на гриле, на углях, но не на масле и не в масле.
В настоящее время сёдзин рёри можно попробовать при ночевке в сюкубо — буддийских монастырях, принимающих гостей (в том числе и туристов) на ночлег.